# تپه مهاجران ۲
تپه مهاجران ۲ در شهرستان بهار، بخش لالجین، ۵۰ متری شرق مهاجران واقع شده و این اثر در تاریخ ۲۴ فروردین ۱۳۸۲ با شمارهٔ ثبت ۸۰۹۱ به‌عنوان یکی از آثار ملی ایران به ثبت رسیده است.